# 1932年7月ドイツ国会選挙
1932年7月31日のドイツ国会選挙（独：Reichstagswahl vom 31. Juli 1932）は、1932年7月31日に行われた、ドイツの国会（Reichstag、ライヒスターク）の選挙である。国民社会主義ドイツ労働者党（NSDAP、ナチ党）が大躍進し、初めて第1党となった選挙である。

## 経緯
パウル・フォン・ヒンデンブルク大統領が国会に基づかずに任免する「大統領内閣」の最初の首相だったハインリヒ・ブリューニングとその内閣の国防相であるヴィルヘルム・グレーナーは、ナチ党と対立を深め、1932年4月13日にはヒンデンブルク大統領に突撃隊禁止命令を出させたが、効果は薄く、4月23日に各州で行われた地方選挙でナチ党はバイエルン州を除く全ての州議会で第一党に躍進した。
ヒンデンブルク大統領の側近でキングメーカーとして暗躍していたクルト・フォン・シュライヒャー中将はブリューニング内閣を見限り、ナチ党との連携を模索するようになった。1932年4月28日と5月3日にシュライヒャーとナチ党党首アドルフ・ヒトラーが秘密裏に会見。二人はブリューニング内閣を倒閣し、その後に擁立される新内閣で突撃隊禁止命令を解除し、国会も解散するのでそれまでナチ党は新内閣への攻撃を控えるという密約を結んだ。この密約に基づき、シュライヒャーは5月13日にグレーナーを失脚に追い込み、ついで5月30日にはヒンデンブルク大統領にブリューニングを罷免させた。そして6月1日にもフランツ・フォン・パーペンを新たな大統領内閣の首相に擁立した。
パーペンとシュライヒャーは密約通り6月4日にも国会を解散し、6月16日には突撃隊禁止命令を解除した。

## 各党の選挙戦

### ナチ党

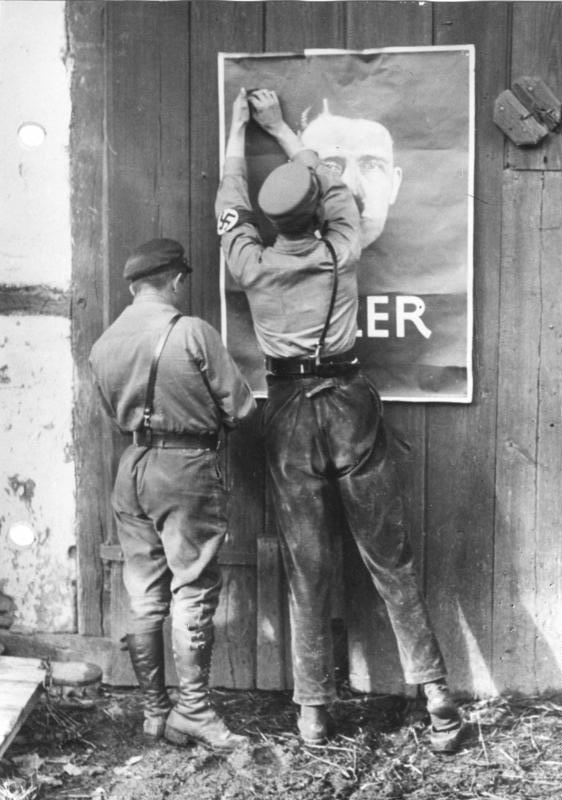
ナチ党のポスター貼りをする突撃隊員（1932年6月21日）

国会が解散されたことで選挙戦が始まったが、密約相手のパーペン内閣を表立って批判するわけにはいかなかったナチ党としては新しい選挙戦術を考えねばならなかった。同党宣伝全国指導者ヨーゼフ・ゲッベルスが考え出した方法は、この選挙をヴァイマル共和政全歴史への審判とすることだった。それについてゲッベルスは「この国会選挙ではパーペン内閣の政策ではなく、1918年11月の犯罪の責任を問い、さらにその時から今日まで現体制を存続させ、今世紀最大の歴史的崩壊の責任を負わねばならない政府や政党の行動について審判が下されるであろう」と述べた。しかし選挙戦の途中からナチ党は首相抱き込み作戦を中止し、パーペンからの反論も無視して「パーペンもヴァイマール体制の一味」と批判するようになった。
しかし、そもそもナチ党が唱える反共主義や反議会主義の思想はパーペン政府と何ら異なるところがなく、右翼有権者の間ではなぜナチ党がパーペンに挑戦しているのか理解できない人が多かったという。ゲッベルスはこの弱点をカバーするため、詳細の論争を避け、派手な宣伝戦による大胆かつ単純な論争を心がけた。数多くの大衆集会を開き、選挙映画とレコードの投入を行い、7月15日から7月30日にかけては飛行機を活用してヒトラーが50都市をめぐる精力的な遊説を行った。

### 社民党
この選挙でのドイツ社会民主党（SPD）の宣伝はヴァイマル共和政を防衛しようという性格が強かった。敵対者にも統一を呼びかけることが重要として、敵対者であるナチスについて語ることが多く、社会的・政治的展望を語ることを怠った。
国旗団や全ドイツ労働組合連合（ADGB）などで構成されるヴァイマル共和政擁護派の共同戦線「鉄戦線」の集会は量的にはナチ党の集会に劣るものではなかったものの、やはりその宣伝は防衛的な性格が強いものが多かった。

### 共産党
共産党は「社会ファシズム論」に基づき、社民党を主要な攻撃対象とする選挙戦を展開していた。

### 中央党
首相パーペンはもともと中央党の党員だったが、党首ルートヴィヒ・カースの意向に反して首相職を受けて除名された経緯があったため、中央党はパーペンに激しい敵愾心を燃やしていた。中央党は選挙戦で「ブリューニングに戻れ」をスローガンにして「背教者」パーペンを激しく批判した。
パーペンのあらゆる独裁計画を拒否し、「改革された民主主義」を唱道した。ブリューニングを指導者に「ドイツ全土に及ぶ勝利の行進」を行い、相当な動員に成功した。カトリックだけでなく、プロテスタントにも呼びかける努力を行っていた。

### 国家人民党

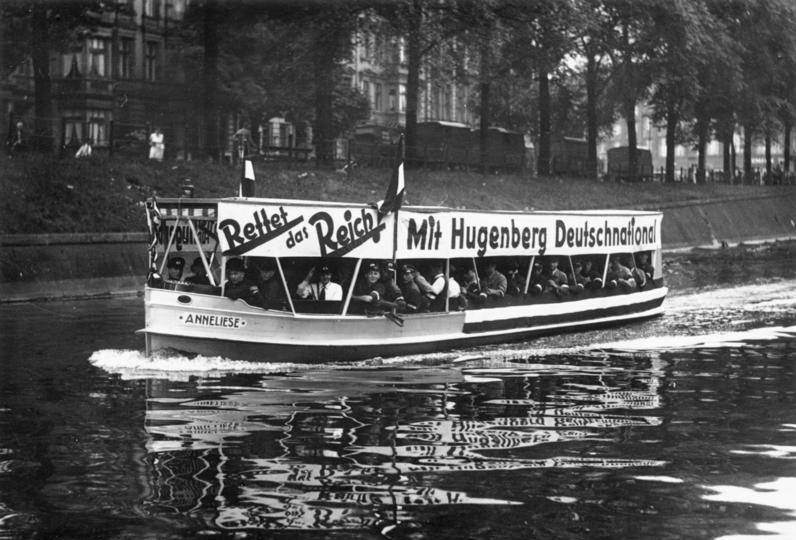
ラントヴェーア運河のボートを使っての国家人民党のキャンペーン（1932年7月）

ドイツ国家人民党（DNVP）は反共と反ヴァイマル共和政のキャンペーンを全面に掲げた。ナチ党との主張の違いはほとんどなかったが、ナチ党の「社会主義的傾向」を批判して「ナショナリズムのみが我々を救い、社会主義は我々を目標から逸脱させる」と論じ、自分たちこそが唯一の「保守的運動」と自認した。

### 暴力事件の多発
選挙戦中、各党の私兵組織による暴力事件がいつもにも増して多発した。ナチ党の突撃隊や共産党の赤色戦線戦士同盟のような過激な私兵団はもとより、社民党の国旗団のような比較的穏健な私兵団も頻繁に暴力事件に関わった。
左右両派の武装部隊はほぼ毎日のように街頭に繰り出しては街頭闘争を行った（特に週末）。統計資料によれば1932年6月中旬から7月中旬の1か月間にプロイセン州だけで街頭闘争による死者は99人、負傷者は1125人を数えた。
7月17日、アルトナで警察の許可を得て行進していたナチ党のデモ隊が共産党の根城である労働者街に入ったことで抗争となり、デモ隊を護衛していた警官隊と共産党の銃撃戦になり、通行人などが巻き込まれて18名が死亡する事件が起きた（「アルトナ血の日曜日」）。この事件を受けてパーペン内閣は7月18日にも野外での集会と行進を禁止したが、これによって政治的暴力事件が終息することはなかった。つづいて7月20日にパーペン首相はプロイセン州政府の命令違反を理由にプロイセン・クーデタ（Preußenschlag）を起こし、ヴァイマル共和政派の牙城となっているプロイセン州政府を解体した。パーペンはラジオ演説の中で「プロイセン政府は共産党テロ集団に対抗措置を取る用意がない」と述べてこのクーデタを正当化した。7月24日には共産党本部カール・リープクネヒト・ハウスが占領されているが、共産党の激しい抗議を巻き起こし、7月26日には非常事態破棄により取り消された。
こうした事件を通じて高まっていた共産党に対する警戒感は明らかにナチ党に有利に働いた。ナチ党は街頭闘争によって「自分たちこそが共産党のテロに対抗できる唯一の秩序要因」であることを宣伝していた。

## 選挙結果
1932年7月31日に投票が行われた。選挙の結果、ナチ党は37.3%の得票率と230議席を獲得し、社民党を抜いて国会第一党となる躍進を果たした。
ナチ党大勝の原動力はこれまで右派から中道のブルジョワ諸政党に投票してきた中産階級の支持を獲得したことである。折しも国家人民党は分裂で弱体化へ向かっており、人民党は社民党との連携により反マルクス主義の立場が説得力を失って失望されていた。民主党も小党への没落の途上にあり、ドイツ中産階級経済党も組織力の弱さを失望されて中産階級が離れはじめていた。これら没落へ向かうブルジョワ諸政党からナチ党は中産階級の浮動票をうまく吸い上げた。
一方で1932年4月の大統領選挙と比較するとナチ党の得票はさほど伸びていない点も指摘できる。上層中産階級など新たな支持層の獲得こそあったものの、それまで支持を受けてきた有権者を一定数失っている。ゲッベルスも首都での得票が減少していることに注目している。この次の総選挙において明確に露呈することになるナチ党の潜在的有権者の相対的な不安定さは、すでにこの総選挙でかいま見ることができる。
社民党は得票率21.58%にとどまり、議席も10議席減らして133議席となった。一方共産党は得票率14.32%に前進させ、議席を12議席増やして89議席となった。ただ社民と共産の得票率の合計は1930年の37.6%に対して36.2%と後退しており、左翼全体としては後退した。
ブルジョワ諸政党は議席を減らしたところが多いが、中央党とバイエルン人民党はパーペン内閣に対する一貫した反対により、得票率と議席を上昇させた。

## 選挙後
9月12日に国会が召集されたが、共産党が提出したパーペン内閣不信任案の緊急動議にナチ党が賛成に回ったことで不信任案が可決され、パーペンは再び国会を解散。再度の選挙戦へ突入することになった（→1932年11月ドイツ国会選挙）。

## 各党の得票と獲得議席
- 選挙制度は比例代表制。選挙権は20歳以上の男女。
- 投票率は84.06%（前回選挙より2.11%上昇）

各選挙区の最多得票政党とその得票率

|                                    |                                     |                                     |                                     |                                     |                                     |
| 党名                               | 得票                                | 得票率 (前回比)                     | 得票率 (前回比)                     | 議席数 (前回比)                     | 議席数 (前回比)                     |
| 国民社会主義ドイツ労働者党 (NSDAP) | 13,745,680票                        | 37.27%                              | +19.02%                             | 230議席                             | +123                                |
| ドイツ社会民主党 (SPD)             | 7,959,712票                         | 21.58%                              | -2.95%                              | 133議席                             | -10                                 |
| ドイツ共産党 (KPD)                 | 5,282,636票                         | 14.32%                              | +1.19%                              | 89議席                              | +12                                 |
| 中央党 (Zentrum)                   | 4,589,430票                         | 12.44%                              | +0.63%                              | 75議席                              | +7                                  |
| ドイツ国家人民党 (DNVP)            | 2,178,024票                         | 5.91%                               | -1.12%                              | 37議席                              | -4                                  |
| バイエルン人民党 (BVP)             | 1,192,684票                         | 3.23%                               | +0.20%                              | 22議席                              | +3                                  |
| ドイツ人民党 (DVP)                 | 436,002票                           | 1.18%                               | -3.33%                              | 7議席                               | -23                                 |
| ドイツ国家党 (DStP)                | 371,800票                           | 1.01%                               | -2.77%                              | 4議席                               | -16                                 |
| キリスト教社会国民奉仕 (CSVD)      | 364,543票                           | 0.99%                               | -1.49%                              | 3議席                               | -11                                 |
| ドイツ中産階級帝国党 ("WP")        | 146,876票                           | 0.40%                               | -3.50%                              | 2議席                               | -21                                 |
| ドイツ農民党 (DBP)                 | 137,133票                           | 0.37%                               | -0.60%                              | 2議席                               | -4                                  |
| 全国農村連盟 (RLB)                 | 96,851票                            | 0.26%                               | -0.29%                              | 2議席                               | -1                                  |
| キリスト教国家農民及び農村住民党   | 90,554票                            | 0.25%                               | -2.92%                              | 1議席                               | -18                                 |
| ドイツ社会主義労働者党 (SAPD)      | 72,630票                            | 0.20%                               | New                                 | 0議席                               | New                                 |
| ドイツ＝ハノーファー党 (DHP)       | 46,927票                            | 0.13%                               | -0.28%                              | 0議席                               | -3                                  |
| 人民正義党 (VRP)                   | 40,825票                            | 0.11%                               | -0.67%                              | 1議席                               | +1                                  |
| その他諸派                         | 130,047票                           | 0.35%                               |                                     | 0議席                               |                                     |
| 有効投票総数                       | 36,882,354票                        | 100%                                |                                     | 608議席                             | +38                                 |
| 無効票                             | 279,727票                           |                                     |                                     |                                     |                                     |
| 投票有権者/全有権者数（投票率）    | 37,162,081人/44,211,216人（84.06%） | 37,162,081人/44,211,216人（84.06%） | 37,162,081人/44,211,216人（84.06%） | 37,162,081人/44,211,216人（84.06%） | 37,162,081人/44,211,216人（84.06%） |
| 出典：Gonschior.de                 |                                     |                                     |                                     |                                     |                                     |

## この選挙で初当選した議員
- ユリウス・シュトライヒャー（ナチ党所属。反ユダヤ主義新聞「シュテルマー」著者）
- バルトゥール・フォン・シーラッハ（ナチ党所属。ヒトラー・ユーゲント団長）
- リヒャルト・ヴァルター・ダレ（ナチ党所属。ヒトラー内閣食糧相）